# Jan Rój
Jan Józef Rój (ur. 11 października 1889 w Szczucinie, zm. w 1959 w Toruniu) – podpułkownik piechoty Wojska Polskiego, kawaler Orderu Virtuti Militari.

## Życiorys
Urodził się 11 października 1889 w Szczucinie, w ówczesnym powiecie dąbrowskim Królestwa Galicji i Lodomerii, w rodzinie Jana i Zofii ze Ździebków. W latach 1904–1909 uczył się w c. k. Gimnazjum I w Tarnowie. Po ukończeniu piątej klasy przeniósł się do c. k. Gimnazjum Realnego (IV.) w Krakowie, gdzie w czerwcu 1912 zdał maturę. Od 1 października 1902 do 30 września 1913 odbył obowiązkową służbę wojskową w cesarskiej i królewskiej armii, w charakterze jednorocznego ochotnika. Następnie rozpoczął studia na Wydziale Prawa Uniwersytetu Jagiellońskiego. 
1 sierpnia 1914 został zmobilizowany do c. i k. 13 pułku piechoty. Od 20 października tego walczył na froncie jako dowódca plutonu. Od 1 kwietnia do 30 września 1915 jako chory pełnił służbę w Kadrze 13 pp w Nowym Sączu. Od 1 października 1915 ponownie na froncie rosyjskim, a później włoskim jako dowódca plutonu i kompanii. Na stopień podporucznika rezerwy został mianowany ze starszeństwem z 1 lipca 1915. Na stopień porucznika rezerwy został awansowany ze starszeństwem z 1 sierpnia 1917. Od 20 października 1918 na urlopie w Krakowie.
Z dniem 1 listopada 1918 został przyjęty do Wojska Polskiego z byłej armii austro-węgierskiej, z zatwierdzeniem posiadanego stopnia porucznika i przydzielony do 8 pułku piechoty, który 8 lutego 1919 został przemianowany na 13 pułk piechoty. Początkowo dowodził kompanią, a później batalionem. Od 15 czerwca do 9 lipca, od 21 do 28 lipca oraz od 19 września do 8 października 1920 pełnił obowiązki dowódcy pułku. 19 sierpnia 1920 został zatwierdzony z dniem 1 kwietnia 1920 w stopniu kapitana, w piechocie, w grupie oficerów byłej armii austro-węgierskiej.
Po zakończeniu działań wojennych pozostał w wojsku jako oficer zawodowy i kontynuował służbę w 13 pp w Pułtusku. 3 maja 1922 został zweryfikowany w stopniu majora ze starszeństwem od 1 czerwca 1919 i 409. lokatą w korpusie oficerów piechoty. 10 lipca tego roku został zatwierdzony na stanowisku dowódcy batalionu sztabowego. W 1924, po likwidacji batalionu sztabowego, został wyznaczony na stanowisko kwatermistrza pułku. W styczniu 1927 został przeniesiony do 10 pułku piechoty w Łowiczu na stanowisko zastępcy dowódcy pułku. W maju tego roku wrócił do 13 pułku piechoty na stanowisko zastępcy dowódcy pułku. 23 stycznia 1928 prezydent RP nadał mu stopień podpułkownika z dniem 1 stycznia 1928 w korpusie oficerów piechoty i 13. lokatą. Z dniem 1 kwietnia 1932 został przeniesiony do Powiatowej Komendy Uzupełnień Nowogródek na praktykę poborową. W grudniu tego roku został zatwierdzony na stanowisku komendanta PKU Nowogródek. W kwietniu 1934 został przeniesiony do PKU Toruń na stanowisko komendanta. Na tym stanowisku pozostał do września 1939. W międzyczasie (1 lipca 1938) kierowana przez niego jednostka została przemianowana na Komendę Rejonu Uzupełnień Toruń, a zajmowane przez niego stanowisko otrzymało nazwę „komendant rejonu uzupełnień”.
W czasie kampanii wrześniowej, ewakuowany w głąb kraju, wstąpił do Samodzielnej Grupy Operacyjnej „Polesie”. 6 października 1939 dostał się do niemieckiej niewoli i został osadzony w Oflagu VII A Murnau. Po uwolnieniu z niewoli wrócił do Torunia. Tam zmarł i został pochowany na Cmentarzu Garnizonowym w Toruniu (sektor H, rząd 11, grób 8).
Był żonaty ze Stanisławą z Warzyńskich (1893–1971), z którą miał córkę Aleksandrę.

## Ordery i odznaczenia
- Krzyż Srebrny Orderu Wojskowego Virtuti Militari – 26 marca 1921[39][40][41]
- Krzyż Walecznych dwukrotnie[42][43]
- Złoty Krzyż Zasługi – 1931 „za zasługi na polu organizacji i wyszkolenia wojska”[44][42][45]

9 maja 1938 Komitet Krzyża i Medalu Niepodległości odrzucił wniosek o nadanie mu tego odznaczenia.
austro-węgierskie
- Srebrny Medal Zasługi Wojskowej z mieczami na wstążce Krzyża Zasługi Wojskowej[8]
- Brązowy Medal Zasługi Wojskowej z mieczami na wstążce Krzyża Zasługi Wojskowej[8]
- Srebrny Medal Waleczności 2 klasy[8]
- Krzyż Wojskowy Karola[8]